# Wyrobisko korytarzowe

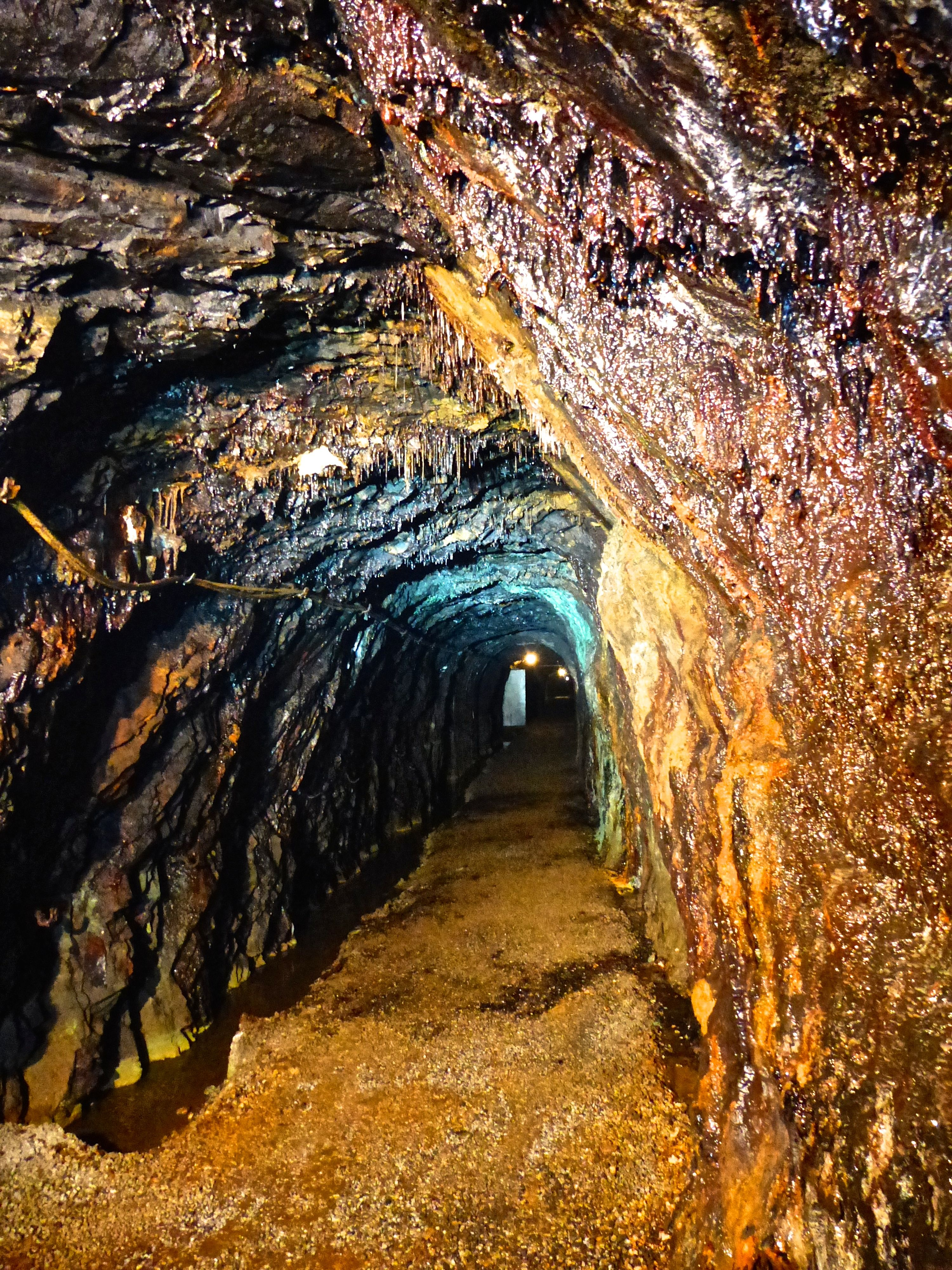
Sztolnia Kilian w kopalni Friederike, Niemcy

Wyrobisko korytarzowe – wyrobisko podziemne o małym przekroju poprzecznym, ale o dużej długości nawet kilku kilometrów. Przekrój na całej długości w zasadzie pozostaje taki sam. Wyrobisko korytarzowe ma szerokość 3 – 6 m, a wysokość najczęściej 2,5 – 3 m. Wyrobiska korytarzowe mogą mieć przekrój prostokątny, owalny (wycinek elipsy lub paraboli), trapezowy lub okrągły.